# Altwismarstraße

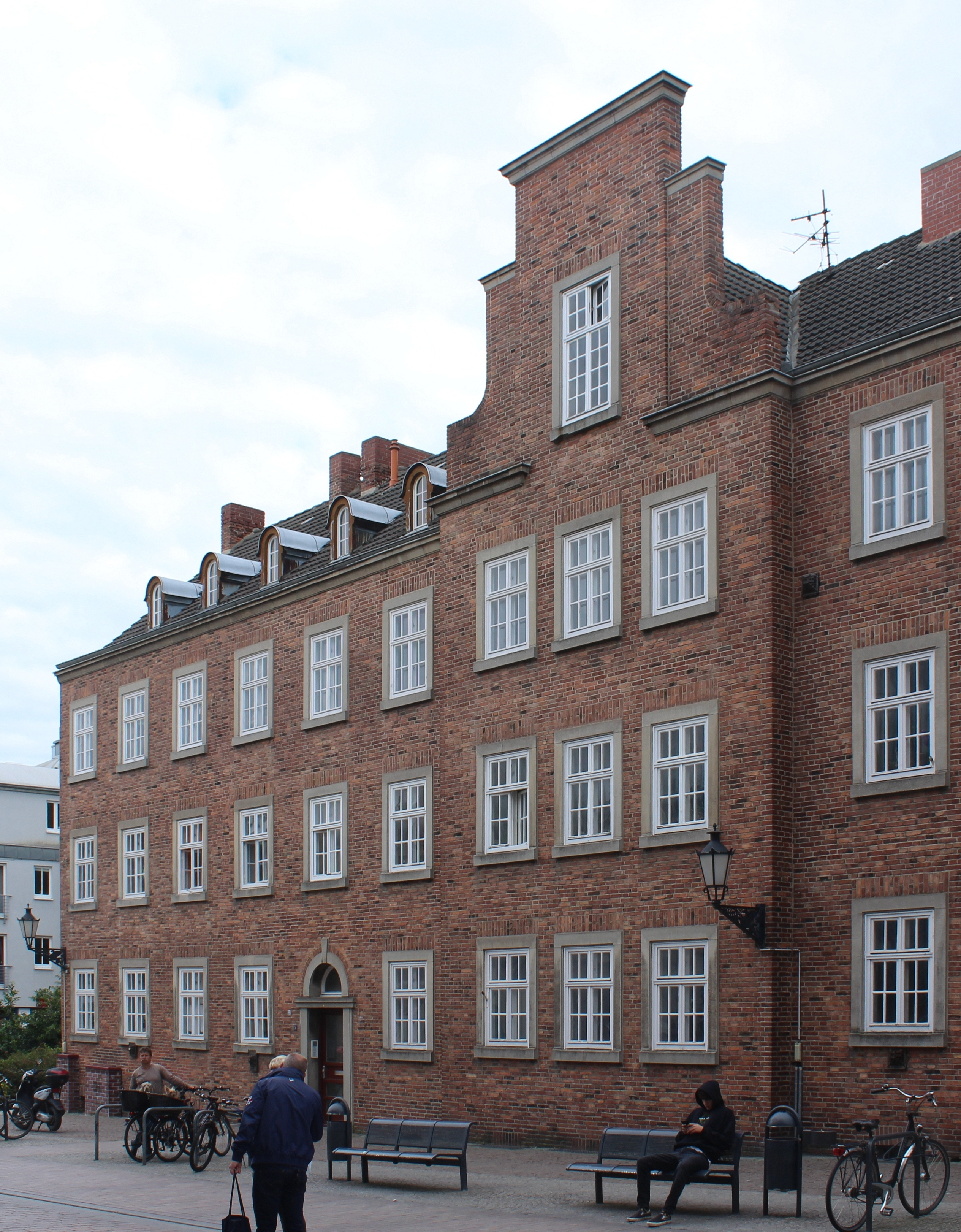
Nr. 8

Die historische Altwismarstraße in Wismar liegt im Zentrum der Altstadt, die wie der Alte Hafen unter dem besonderen Schutz der UNESCO steht, nachdem Wismar 2002 in die Welterbeliste aufgenommen wurde. Sie führt in Ost-West-Richtung von der Turmstraße / Bauhofstraße / Rostocker Straße zum Markt / Hinter dem Rathaus.

## Nebenstraßen

Wismar zur Zeit der Hanse

Die Nebenstraße und Anschlussstraßen wurden benannt als Rostocker Straße nach der Hansestadt zu der sie führt, Turmstraße seit 1894 nach einem früheren mittelalterlichen Wachturm (davor hieß sie Hinter der Mauer), Bauhofstraße seit 1876 nach dem ehem. Bauhof, Altböterstraße seit um 1470 nach der Zunft der Flickschuster, Diebstraße früher auch Devestrate, Hinter dem Rathaus nach der Lage und Am Markt.

## Geschichte

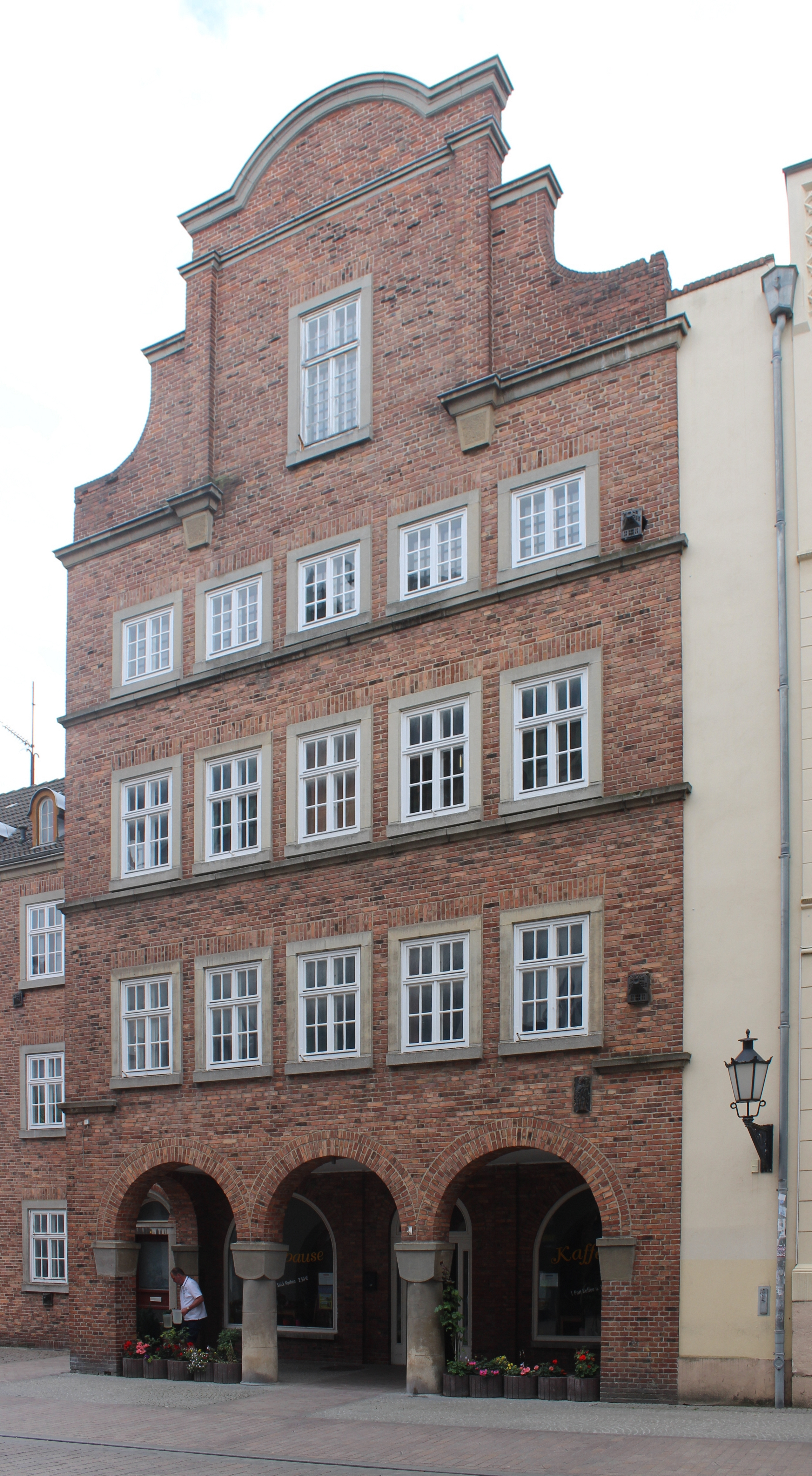
Nr. 12

### Name
Die Straße führte durch das 1868 abgerissene Altwismartor zu dem früheren slawischen Dorf Altwismar, das am heutigen Mühlenteich am Soldatenfriedhof lag. Als die holsteinische sowie ost- und westfälische Bevölkerung das Land der Obotriten besiedelte, hatten viele Orte die nur teils erhaltenen Namenszusätze Alt oder Neu.

### Entwicklung

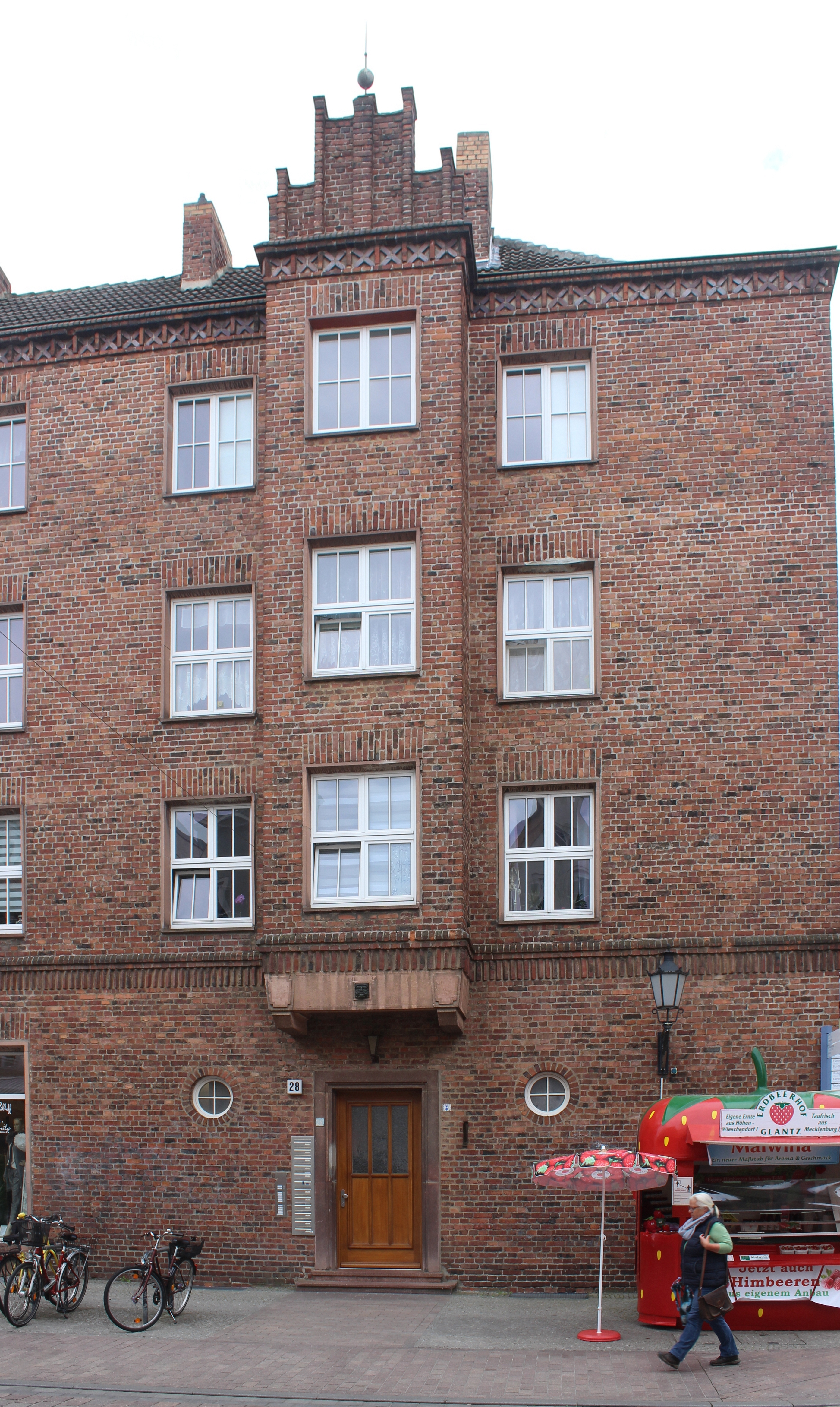
Nr. 28

Wismar wurde im Mittelalter ein bedeutendes Mitglied der Hanse. Der Markt und seine Zufahrtsstraßen bildeten den Kern des mittelalterlichen Ortes, der als Stadt 1229 erstmals erwähnt wurde. Die Straße führte vom Markt zum früheren Dorf Altwismar.
Das Quellwasser für die Wasserversorgung wurde durch Holzrohre zu einem Sammelbecken, einem hölzernen Brunnen in der Altwismarstraße, geleitet. 1595 wurde das Sammelbecken Wasserkunst Wismar auf den Markt verlegt.
Im Zweiten Weltkrieg wurden mehrere Häuser zerstört und nach 1950 durch Neubauten ersetzt. Die Straße wurde um 2003 mit Reihensteinpflaster und auf den Gehwegen mit rotbuntem Klinkerpflaster saniert.

## Gebäude, Anlagen (Auswahl)
An der Straße stehen zumeist Wohn- und Geschäftshäuser. Die mit (D) gekennzeichneten Häuser stehen unter Denkmalschutz.
- Nr. 1: 3-gesch. Wohn- und Geschäftshaus (D)
- Nr. 7–17: Wohn- und Geschäftshäuser sowie Stadtarchiv Wismar
- Nr. 8: 3-gesch., 15-achsiges Wohn- und Geschäftshaus (D) mit Klinkerfassade und Mittelrisalit als Treppengiebel
- Nr. 10: 3-gesch. Wohn- und Geschäftshaus von etwa 1955 (D) mit Klinkerfassade; in dem kriegszerstörten Giebelhaus (damals Nr. 21) wohnte der beliebte jüdische Arzt Dr. Leopold Liebenthal (1868–1938)[3]
- Nr. 12: 4-gesch. Wohnhaus von 1956 (D) als Giebelhaus mit Arkaden und Klinkerfassade
- Nr. 14: 3-gesch. Giebelhaus von 1854 (D) mit Erker und Kemlade, saniert 2003 mit acht Wohnungen und zwei Gewerbeeinheiten[4][5]
- Nr. 15: Wohn- und Geschäftshaus; Keller: (D)
- Nr. 21: 3-gesch. Lichtspielhaus von 1913 (D) mit Jugendstilgiebel, getragen von vier Männerfiguren (mythologische Atlanten), mit zwei seitlichen Weltkugeln, alles verbunden mit einem Schmuckband, 1957 saniertes Kino Weltspiegel bis 1995 mit 670 bzw. 642 Plätzen, dann Leerstand, Fassadensanierung bis 2003, danach um 2003/04 Umbau mit Absenkung des Fußbodens für ein Modehaus; der Vorgängerbau der Familie Hammer wurde 1838 erwähnt[6]
- Nr. 23: 3-gesch. Wohn- und Geschäftshaus von Mitte des 16. Jh. bzw. 1830 (D); saniert bis 2015, heute mit Restaurant; siehe Altwismarstraße 23 (Wismar)
  - Vorderhaus von 1830 auf älterem Keller mit klassizistischer Straßenfassade und rekonstruiertem, Wiederaufbau des 1960 entfernten Altans als Säulenvorbau am Eingang
  - Hinterhaus mit verklinkerter rückwärtiger Giebelfassade mit Fachwerk[7][8]
- Nr. 26: 4-gesch. Wohn- und Geschäftshaus (D) mit Klinkerfassade
- Nr. 27: Wohn- und Geschäftshaus (D), Giebelhaus mit Voluten
- Nr. 28: 4-gesch. Wohnhaus von 1954 (D) mit Klinkerfassade, altem Fratzenziegel über dem Eingang sowie Erker mit kleinem Treppengiebel

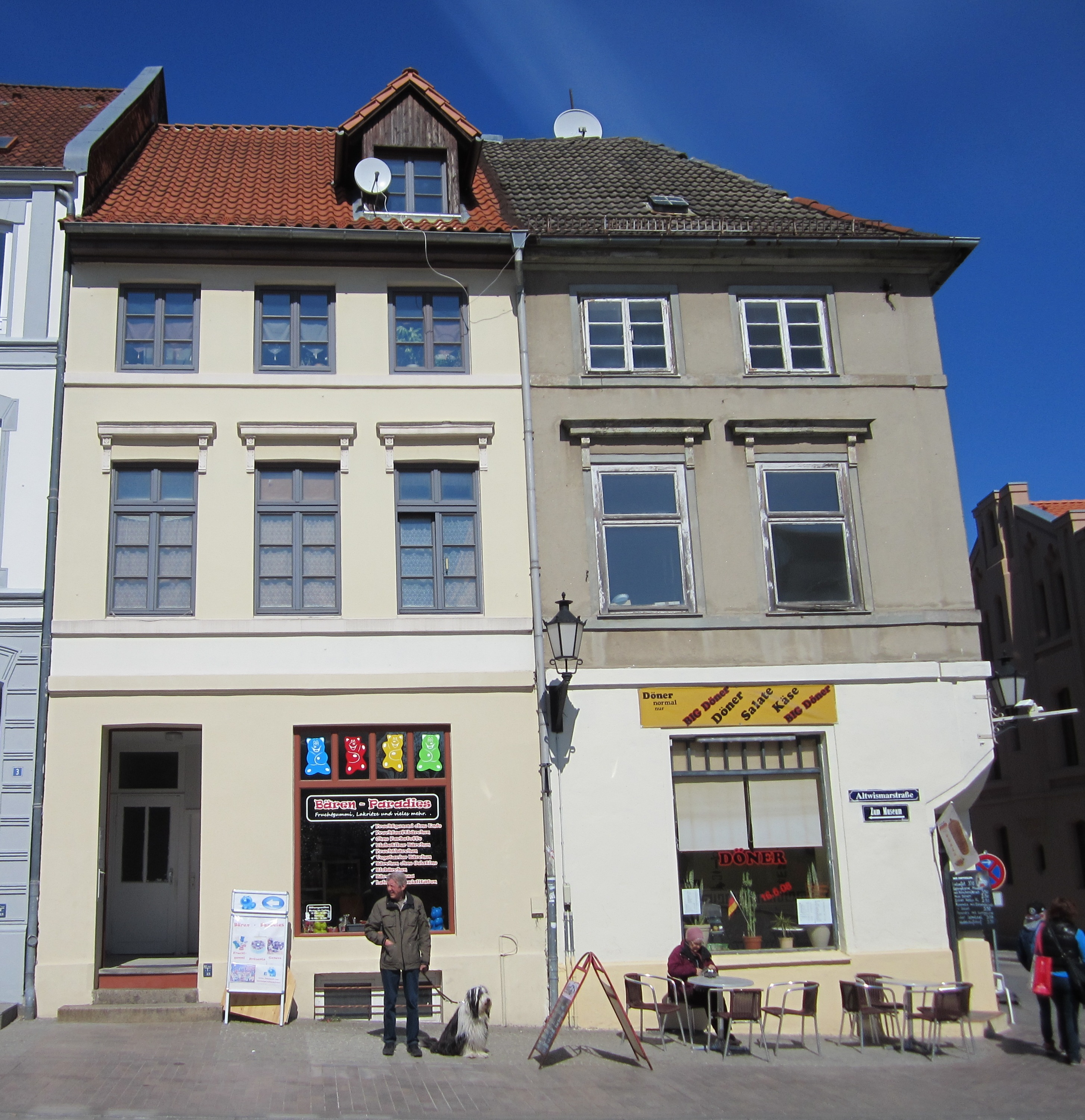
Nr. 1
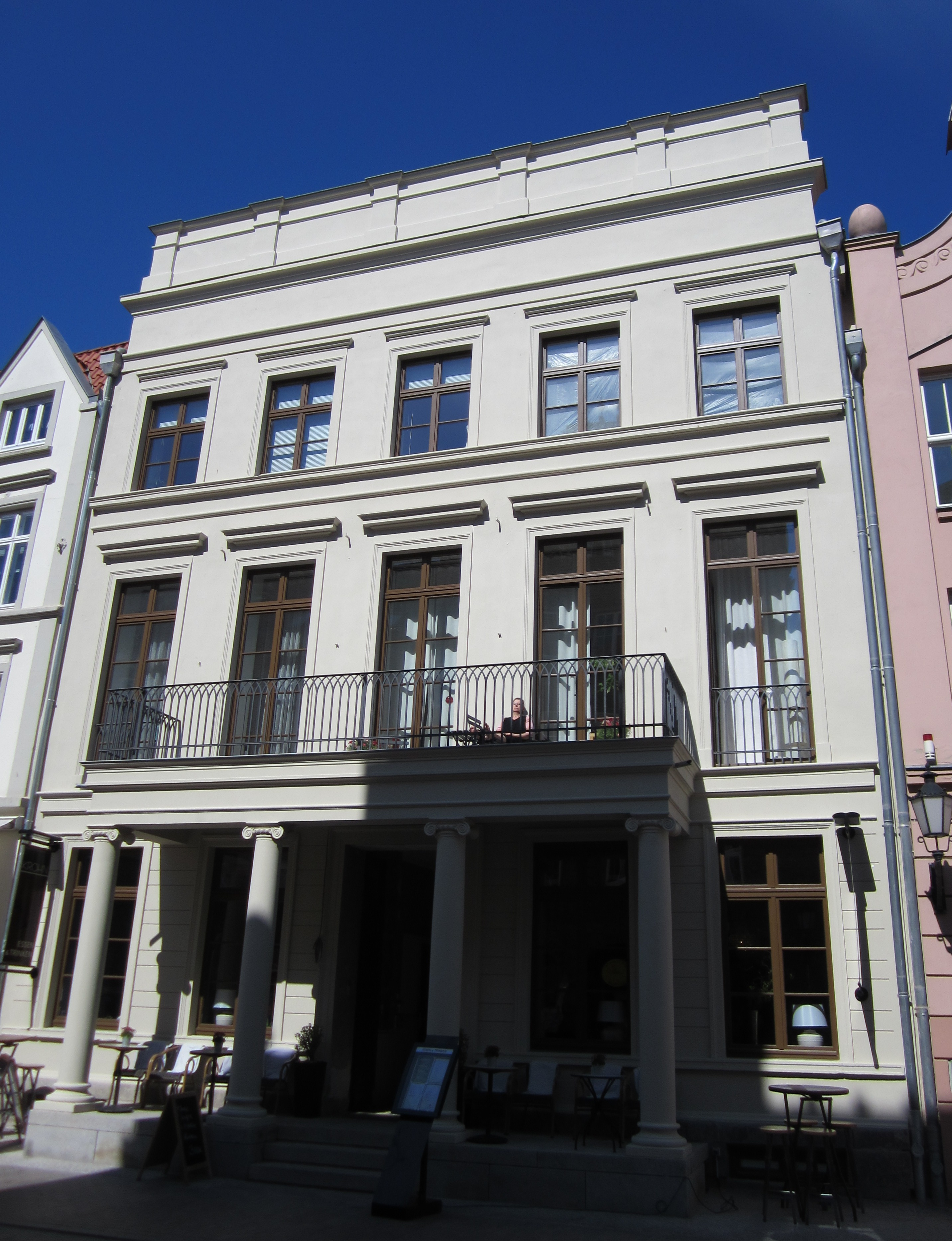
Nr. 23
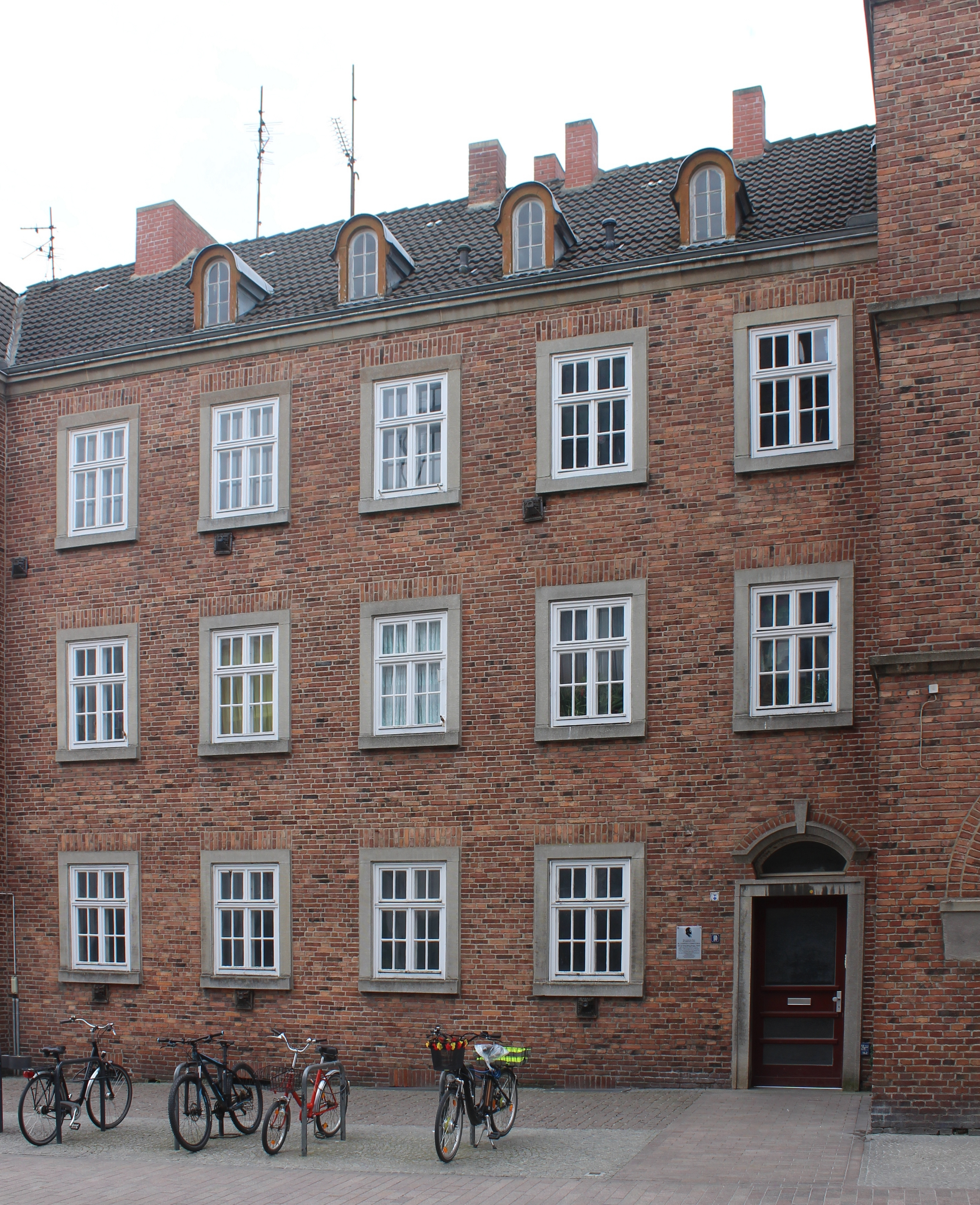
Nr. 10
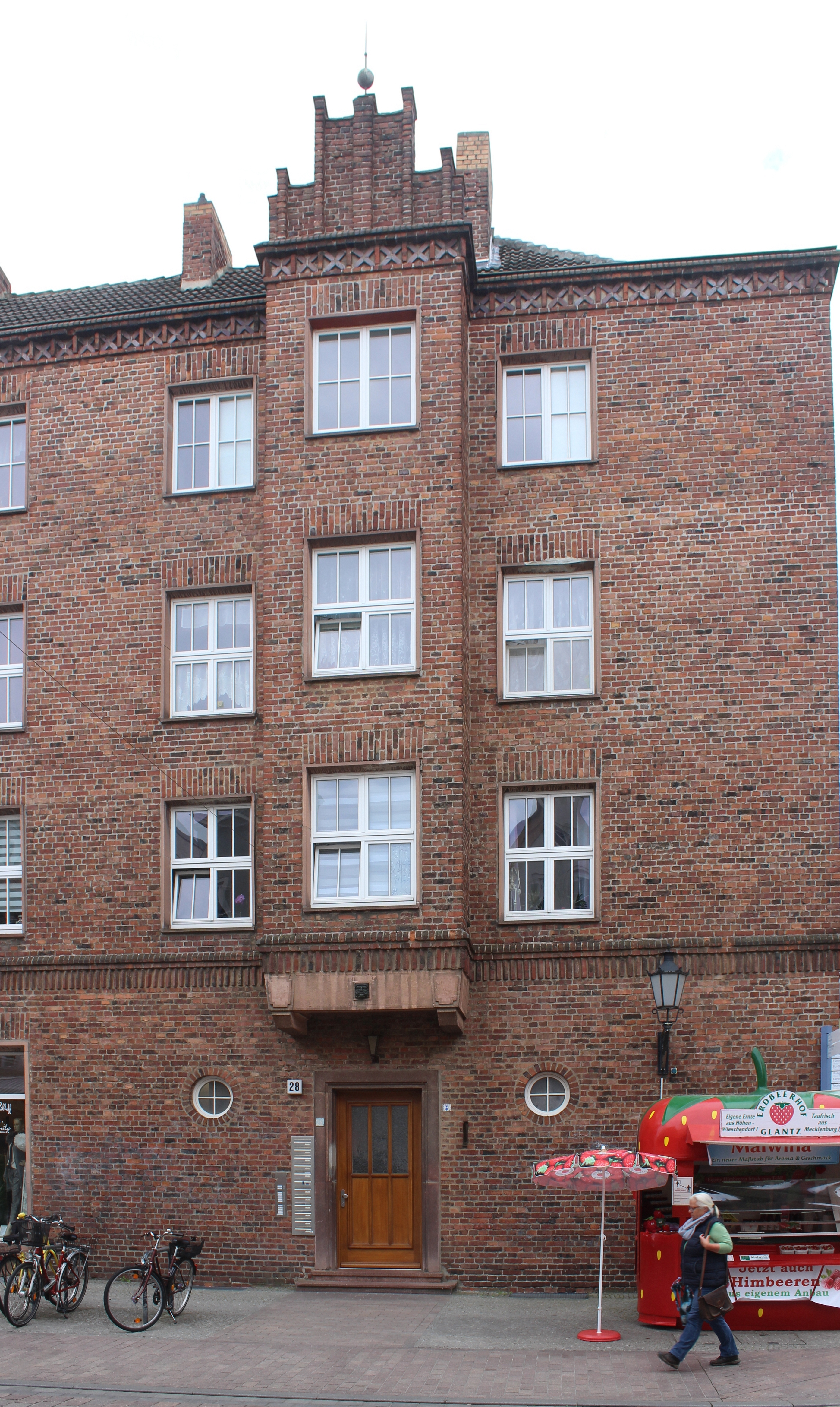
Nr. 28

### Denkmale, Gedenken
Stolpersteine in Wismar bei Gebäude
- Nr. 10: Für Dr. Leopold Liebenthal (1868–1938)
- Nr. 17: Für Artur Lewinski (1867–1943 in Theresienstadt), Louis Lewinski (1869–1943) ermordet in Sobibor